# Immanuel Gospel
Immanuel Gospel, grundad 1991, är en svensk gospelkör från Stockholm. Körledare (1991–2010) var Åsa Wännström. Efterträdande körledare (2011–) blev Nina Lundgren Tellander. Kören består av cirka 40 sångare och har bland annat uppträtt på Grammisgalan 2009 i TV4, Polarpriset 2002 (TV4), Idol 2007 (TV4) , Tillsammans för Världens barn-galan 2007 (SVT), Humorgalan 2008 (TV4) samt gjort återkommande framträdanden i Nyhetsmorgon (TV4) och Sommarkrysset 2006-2018 (TV4).